# 努韦巴
努韦巴（阿拉伯语： نويبع）是位於埃及西奈半島东部亚喀巴湾沿岸的一个城镇，地處西奈山和亚喀巴湾之间。1985年，努韦巴港建成，這個港口設有渡轮碼頭，人們可以乘坐渡轮前往约旦。根據柯本气候分类法，當地為沙漠气候。降水主要聚集在二月。